# Група віковічних дерев (Базалія)
Гру́па вікові́чних дере́в — ботанічна пам'ятка природи місцевого значення в Україні. Об'єкт природно-заповідного фонду Хмельницької області. 
Розташована в межах Хмельницького району Хмельницької області, в смт Базалія.
Площа 3,5 га. Статус присвоєно згідно з рішенням сесії облради від 28.10.1994 року № 7. Перебуває у віданні: Базалійська селищна рада.
Статус присвоєно для збереження групи вікових дерев, що зростають у сквері в центрі селища.